# David Amaro
David Amaro, właściwie David Dekić (ur. 3 sierpnia 1993 w Jesenicach) – słoweński piosenkarz i autor tekstów piosenek.

## Życiorys

### Dzieciństwo
David Dekić urodził się 3 sierpnia 1993 roku w Jesenicach, mieście w północno-zachodniej Słowenii. Swoje dzieciństwo spędził w Bledzie, i to właśnie tam zaczął swoje pierwsze kroki do muzycznej kariery.

### 2005: Pierwsze kroki w karierze
Jego pierwszy znaczący występ odbył się podczas konkursu śpiewu Prvi glasek Gorenjske 2005 w wieku 12 lat. Rywalizację w konkursie zakończył na trzecim miejscu po głosowaniu publiczności w hali. W tym samym roku uczestniczył w programie telewizyjnym Veseli mikrofon transmitowanym w stacji TV Paprika (prowadzonego przez Tanję Žagar), gdzie finalnie zajął drugie miejsce. W programie został zauważony przez Mikiego Šaraca, jego późniejszego menedżera i producenta z Gong Records, który zaproponował mu współpracę.
Z wytwórnią współpracował przez 7 lat i wydał trzy teledyski do piosenek: „This Love” (2006), „You Know I Think of You” (2009) i „Forever” (2011) pod pseudonimem David Grom. W 2011 roku wydał także album You Know I Think of You.

### 2007–2013: Udział w festiwalach
W ciągu siedmiu lat działalności jako David Grom brał również udział w różnych festiwalach, zarówno słoweńskich, jak i międzynarodowych - z piosenką „This Love” wygrał festiwal FeNS dla dzieci w 2006 roku.
W 2007 roku z piosenką „Prvič” wygrał Międzynarodowy Festiwal Laktaški w Bośni i Hercegowinie (pierwsze miejsce u dziecięcego jury oraz drugie miejsce u jurorów-ekspertów).
W 2008 roku zajął pierwsze miejsce na Festiwalu Złotych Nut w Polsce.
Z piosenką „Ne prosi me” zajął trzecie miejsce w nastoletnim konkursie FeNS w 2008 roku.
Z piosenką „You Know I Think of You” wygrał festiwal FeNS dla nastolatków.
W 2009 roku z piosenką „Sakaj me” macedońskiego autora Grigora Koprowa, którą zaśpiewał po macedońsku dotarł do finału festiwalu Ohrid Troubadours.
W 2012 roku z utworem „Forever” reprezentował Słowenię na białoruskim festiwalu Słowiański Bazar, gdzie finalnie zajął 7. miejsce.
Dzięki piosence „Lepa si moja” autorstwa Grigora Koprowa zdobył pierwsze miejsce u publiczności oraz jury w 2012 roku na festiwalu Golden Chestnut Festival w Petriču, Bułgarii.
W 2012 roku wystąpił także na Mak-feście w Štipie z piosenką „Vinovna za se”, również napisaną przez Grigora Koprowa, ponownie wykonał ją w języku macedońskim.
W tym czasie (kiedy występował jako David Grom) regularnie występował jako gość na koncertach Tanji Žagar, był także autorem tekstów do większości swoich piosenek.
Próbował też swoich sił na scenie - przez dwa lata grał rolę Friedricha, jednego z dzieci von Trappa, w musicalu Dźwięki muzyki, wystawionym przez Teatr Prešeren w Kranju. Udało mu się również dostać do tej roli dzięki opłatom za naukę w szkole muzycznej, którą otrzymał od Mojcy Horvata i Simony Vodopivec.

### 2014–2017: Przeprowadzka do Manchesteru i zmiana pseudonimu
Dekić występował pod pseudonimem David Grom do momentu gdy mieszkał w Słowenii i należał do Grom Records. Jednak gdy w wieku 19 lat wyprowadził się do Wielkiej Brytanii i zrezygnował z członkostwa w wytwórni nie mógł już używać swojego pseudonimu, ponieważ była ona chroniona prawnie przez Grom Records. Przyjął więc nową nazwę artystyczną - David Amaro. Wybrał ją, ponieważ chciał, aby nazwa ta brzmiała bardziej „międzynarodowo”.
Mieszkając w Manchesterze, David zrzucił swoją karierę solową na drugi plan i poświęcił się lekcjom wokalu, występując jako wokalista wspierający oraz śpiewając w chórze gospel Manchester Inspirational Voices, która została nazwana chórem roku BBC w 2016 roku. Lider chóru Wayne Ellington jest także jego nauczycielem śpiewu. Brytyjski piosenkarz JP Cooper również śpiewał w tym chórze przez kilka lat, z którym Amaro miał okazję współpracować - był jego wokalistą pomocniczym w wersji „VEVO UK Lift” piosenki „Good Friends”.
W swojej dotychczasowej pracy w chórze Amaro odbył wiele tras koncertowych (w Polsce, Niemczech, Hiszpanii, Francji). Był jednym z towarzyszących śpiewaków chóru, który towarzyszył Take That podczas trasy koncertowej na arenie.

### 2019:Znan obraz ima svoj glas
Podczas jesieni w 2019 roku wziął udział w piątym sezonie słoweńskiej odsłony hiszpańskiego formatu programu Twoja Twarz Brzmi Znajomo. Doszedł do finału, a także wygrał jeden z odcinków programu za wcielenie się w rolę Jima Carreya.
W 2019 roku według Google był drugim najczęściej wyszukiwanym piosenkarzem w słoweńskim internecie, wyprzedziła go tylko Madonna.

## Życie prywatne
Amaro przyznał publicznie, że jest gejem. W piątym sezonie programu Znan obraz ima svoj glas, słoweńskiej odsłonie programu Twoja twarz brzmi znajomo, w którym wykonał piosenkę irlandzkiego piosenkarza Hoziera pt. „Take Me to Church”, David mówił o swojej orientacji homoseksualnej, co było głównym powodem, dla którego przeprowadził się do Manchesteru w wieku 19 lat. W rozmowie z Denisem Avdiciem powiedział, że opuścił Słowenię, ponieważ nie czuł się akceptowany.

## Dyskografia
jako David Amaro
- 2019: Free Minds (z Minlessom)
- 2020: Repriza
- 2020: Raj

jako David Grom

### Albumy
- 2011: Veš, da mislim nate

### Single
- 2006: Ta ljubezen
- 2009: Veš, da mislim nate[19]
- 2009: Sakaj me
- 2010: Polna luna[20]
- 2011: Za vedno[21]
- 2011: Naj pada zdaj dež[22]
- 2012: En klic stran[23][24]
- 2012: Lepa si moja
- 2013: Dinamit[25]